# Park narodowy Il-Majjistral

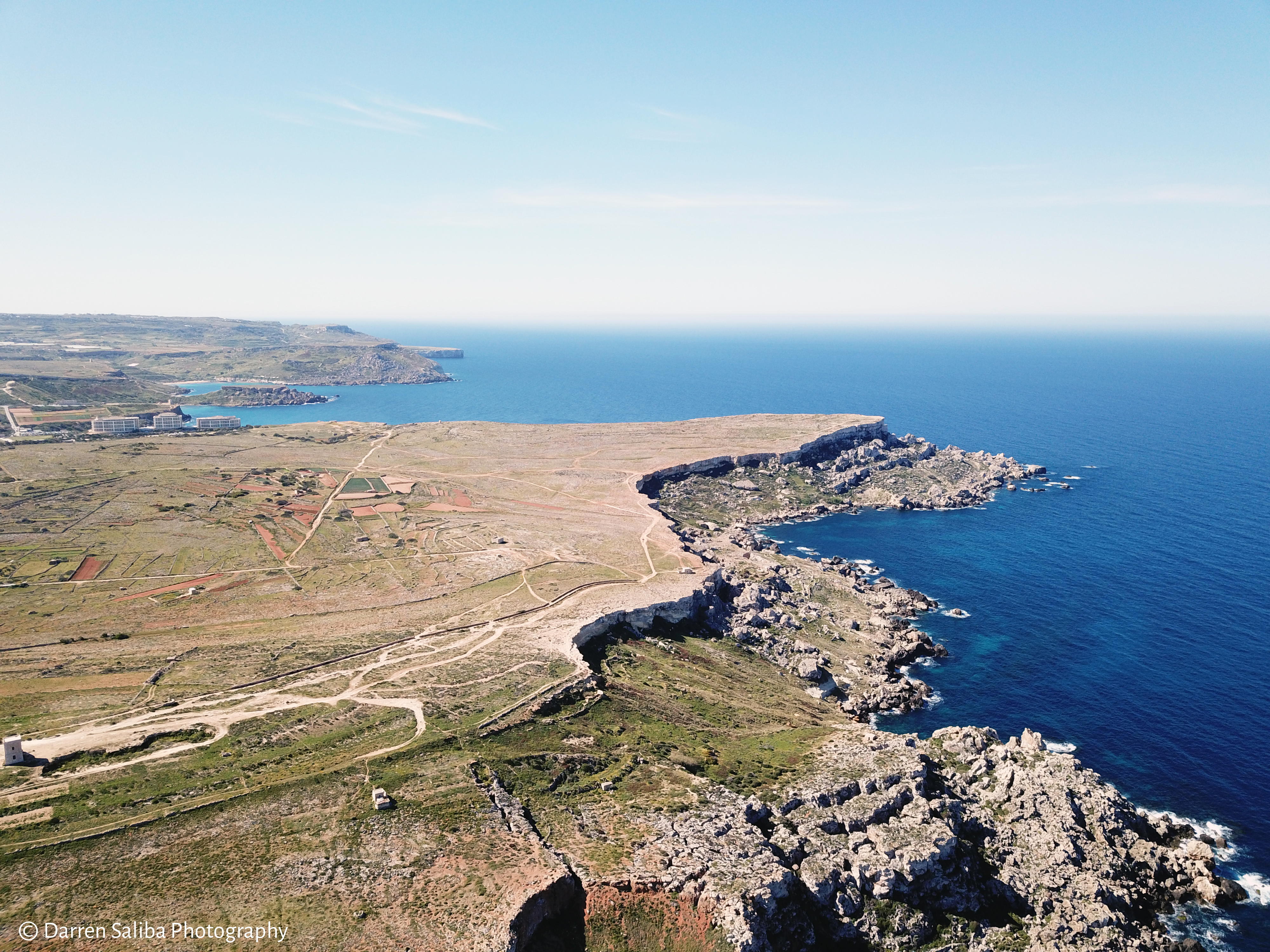
Park przyrodniczo-historyczny Il-Majjistral

Il-Majjistral Nature and History Park – obszar chroniony w Mellieħa na Malcie, pierwszy park narodowy na Malcie utworzony rozporządzeniem rządowym nr 251/2007 opublikowanym w Malta Government Gazette we wrześniu 2007 roku. Teren parku obejmuje obszar od Anchor Bay (Il-Prajjet) do Golden Bay (Il-Bajja tal-Mixquqa) i w głąb lądu w kierunku ix-Xagħra l-Ħamra. Obejmuje odcinek 6 km chronionego wybrzeża, wyznaczony jako część większego specjalnego obszaru ochrony o znaczeniu międzynarodowym w ramach sieci obszarów Natura 2000 zgodnie z europejską dyrektywą siedliskową. Park cechuje się dużymi walorami przyrodniczymi i kulturowymi, a tym samym jest wartościowym produktem turystycznym. Na jego obszarze można znaleźć zarówno obszary dziedzictwa wiejskiego, jak i militarnego, wiele stanowisk historycznych i archeologicznych zidentyfikowanych w badaniach zleconych przez Malta Tourism Authority, znajdują się tu także unikalne siedliska flory, naturalne jaskinie i klify nadmorskie. 
Nazwa parku pochodzi od regionu północno-zachodniego lub wiatru (malt. Majjistral).

## Siedliska
Wyspy Maltańskie mają różnorodne siedliska zamieszkane przez znaczną liczbę rodzimych, dziko występujących gatunków roślin. We florze parku znajdują się gatunki endemiczne (występujące tylko na wyspach maltańskich), subendemiczne (występujące również w sąsiednich obszarach regionu śródziemnomorskiego), rzadkie, znane z niewielkiej liczby stanowisk. Spacerując po parku Majjistral można obserwować lokalne środowisko, reprezentowane przez szeroką gamę roślin występujących w różnych siedliskach: wydmy, piargi, klify, skaliste stepy i gliniaste zbocza, garig, okresowe baseny skalne ze słodką wodą i zarośla makii. Najlepszym okresem do obserwacji wielu gatunków występujących w parku jest czas kwitnienia — dla większości z nich trwa od późnej zimy do wiosny. Rośliny, w szczególności te endemiczne, są nieodłączną częścią maltańskiego dziedzictwa i z tego powodu muszą być zachowane i chronione poprzez stałą równowagę między obecnością człowieka a ochroną przyrody.

## Rdzenna flora i fauna

### Flora

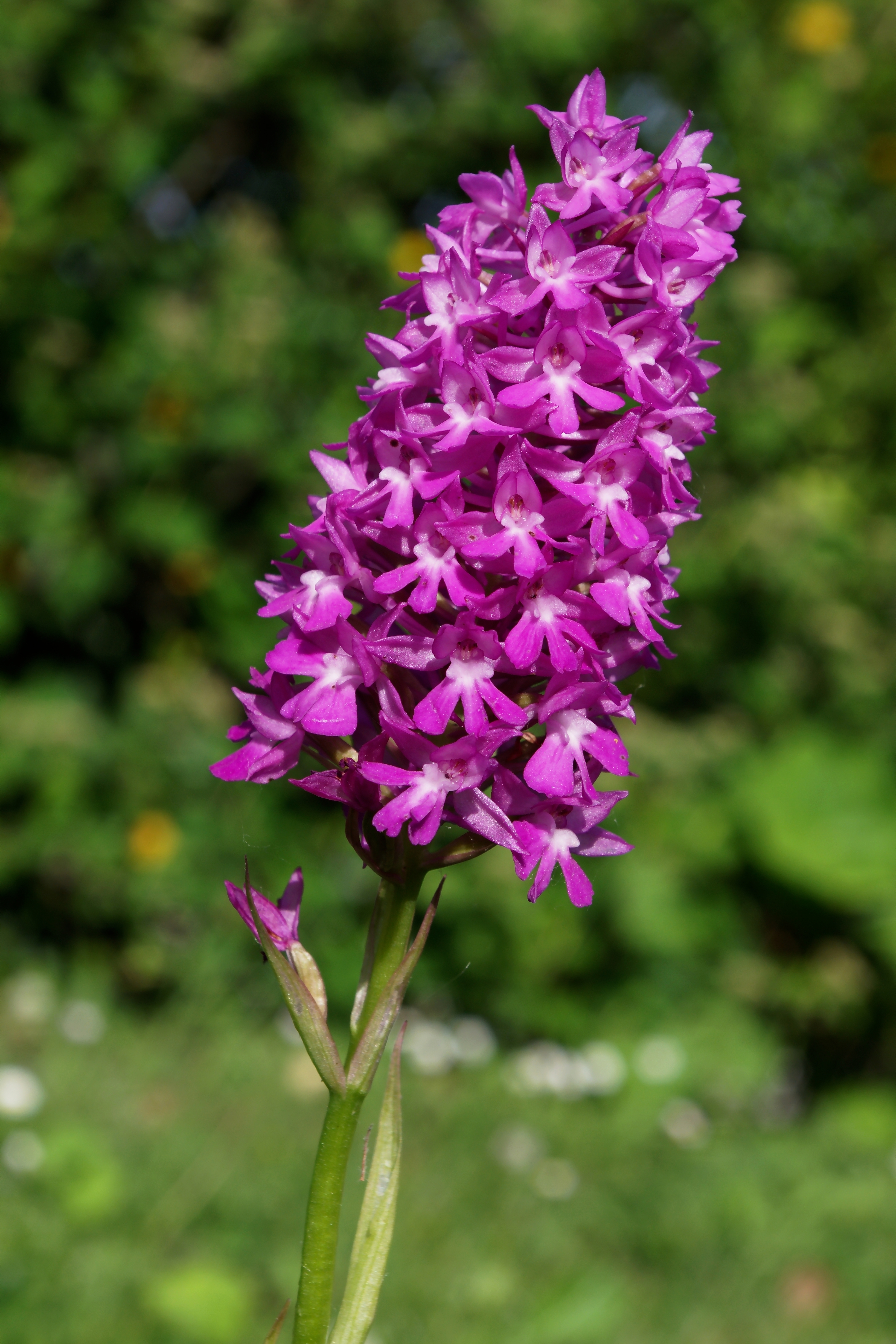
Koślaczek stożkowaty (Anacamptis pyramidalis) – roślina będąca symbolem parku

Dziko rosnące rośliny są ważne w zapewnianiu siedlisk i pożywienia dla przedstawicieli fauny, chronią glebę przed erozją i mają wielką wartość dla ludzkiego życia. Zapewniają również walory estetyczne. Dzikie rośliny są ważnym składnikiem środowiska naturalnego, wytwarzają tlen i pomagają oczyścić powietrze. W parku występuje ponad 350 gatunków dzikich roślin, z których niektóre są endemiczne, subendemiczne lub rzadkie.
- Tamarix africana – krzew liściasty lub średniej wielkości drzewo, osiągające do 5 m wysokości. Kwiaty są zgrupowane i białe, widoczne od późnej zimy do wczesnej wiosny. Rodzime dzikie drzewa są rzadkie. W parku można je znaleźć w pobliżu morza[3]
- Moraea sisyrinchium – mała bylina zielna bardzo powszechna w parku. Ma atrakcyjne, niebieskawe kwiaty, które otwierają się wczesnym popołudniem i zamykają wieczorem. Często spotykana na ścieżkach w parku[4]
- Borago officinalis – roślina jednoroczna o niebieskich kwiatach zimą i wiosną oraz szczeciniastych liściach. Powszechna i często spotykana w naruszonej ziemi.
- Asphodelus ramosus – atrakcyjna, dość silna roślina o białych kwiatach, które można zobaczyć zimą i wiosną.
- Hedysarum glomeratum – wiosną pokrywa skalistą ziemię fioletowymi kwiatami. Jednoroczna, zwykle rośnie rozpościerając łodygi po ziemi. Nasiona znajdują się w podzielonych na segmenty kolczastych strąkach, każdy segment z jednym nasieniem[5].
- Anacamptis pyramidalis – koślaczek stożkowaty – roślina będąca symbolem parku. Jeden z najpospolitszych storczyków, występuje głównie na garigach i skalistym stepie. Jego kwiaty są zgrupowane w kwiatostany w kształcie stożka lub walca, blade lub ciemnoróżowo-fioletowe. Kwitnie na wiosnę.
- Neotinea tridentata – storczyk trójzębny – kolor kwiatów różny w zależności od rośliny, od prawie białych do ciemnoczerwonych z kilkoma plamkami. Jeden z wielu storczyków, które można zobaczyć w parku, można je znaleźć kwitnące późną zimą.
- Cuscuta – kanianki – pasożytnicze rośliny tworzące skupiska czerwonych nitkowatych pędów. Ma małe, niepozorne kwiaty. Powszechna, można ją zaobserwować na kilku roślinach, takich jak Drimia maritima.
- Trawy Stipa tenacissima i Lygeum spartum  – częste w murawach na glinach. Kwitnie głównie późną wiosną.
- Lonicera implexa – krzew, który można znaleźć w zaroślach garigu i makii[6]
- Foeniculum vulgare – fenkuł włoski – okazała roślina o ogromnych, ale słabo aromatycznych kwiatach zgrupowanych w duże baldachy, przyciągająca kilka rodzajów owadów, m.in. osy. Kwiaty pojawiają się późną zimą i wiosną.

Na terenie parku występuje ponad 1300 gatunków roślin, w tym m.in.: oliwki, cyprzyk czteroklapowy, dąb wieczniezielony, szarańczyn strąkowy, pistacja kleista i Limbarda crithmoides.

### Fauna

#### Ptaki
W latach 2015–2020 na terenie parku stwierdzono ponad 200 gatunków ptaków. Należą do nich rzadkie i nieczęsto spotykane gatunki, z których niektóre są nieregularnymi gośćmi na Wyspach Maltańskich.

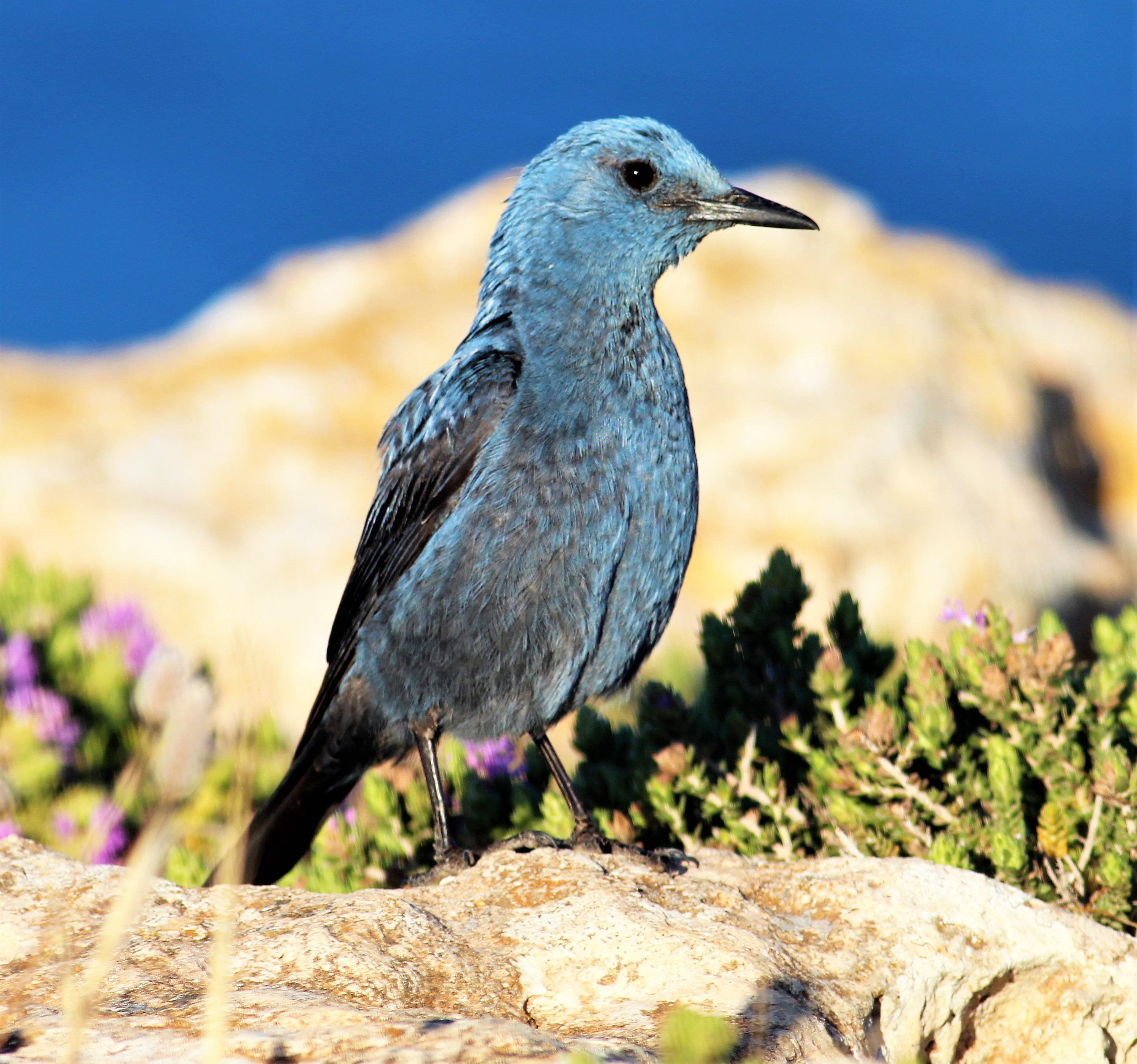
Modrak śródziemnomorski, narodowy ptak Malty

Na obszarach przybrzeżnych gniazduje modrak śródziemnomorski (Monticola solitarius), narodowy ptak Malty. Można go oglądać przez cały rok praktycznie we wszystkich częściach parku, nawet z dala od klifów. Modrak jest jednym z 11 gatunków ptaków, które regularnie gniazdują w parku. Pozostałe to:
- burzyk śródziemnomorski (Puffinus yelkouan)
- sierpówka (Streptopelia decaocto)
- skowrończyk krótkopalcowy (Calandrella brachydactyla)
- pokrzewka okularowa (Curruca conspicillata)
- pokrzewka aksamitna (Curruca melanocephala)
- chwastówka zwyczajna (Cisticola juncidis)
- mazurek (Passer montanus)
- mazurek hiszpański (Passer hispanicus)
- potrzeszcz (Emberiza calandra), bez wątpienia najrzadszy gatunek gniazdujący w parku[8].

Inne ptaki, które zostały odnotowane w parku, ale nieregularnie gniazdują, to jaskółka dymówka (Hirundo rustica) i świergotek polny (Anthus campestris), dwa częste wśród pospolitych wiosennych migrantów. Największy ptak lęgowy Malty – mewa romańska (Larus michahellis) regularnie występuje w parku, zwłaszcza na obszarach przybrzeżnych, ale nigdy nie odnaleziono jej gniazdowania.
Podczas migracji, na wiosnę połacie garigue są preferowane przez migrantów, takich jak dudek (Upupa epops), białorzytka zwyczajna (Oenanthe oenanthe) i pokląskwa (Saxicola rubetra), a zimą stałymi bywalcami są kląskawka zwyczajna (Saxicola rubicola), świergotek łąkowy (Anthus pratensis) i kopciuszek zwyczajny (Phoenicurus ochruros).

#### Ssaki

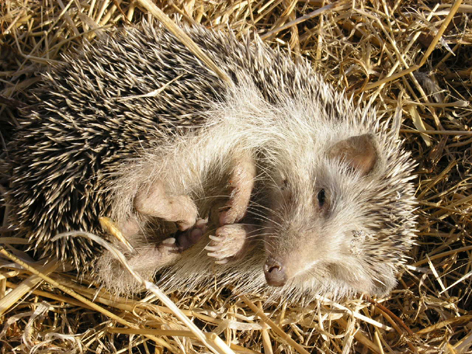
Jeż (Atelerix algirus)

Dzikie króliki (Oryctolagus cuniculus) są prawdopodobnie najszerzej odnotowanymi gatunkami w parku, a ich obecność często ujawnia się w odchodach i norach. Inne ssaki odnotowane w il-Majjistral to łasica pospolita (Mustela nivalis), jeż (Atelerix algirus), ryjówek etruski (Suncus etruscus) i różne gatunki nietoperzy, w tym karlik malutki (Pipistrellus sp.).

#### Gady

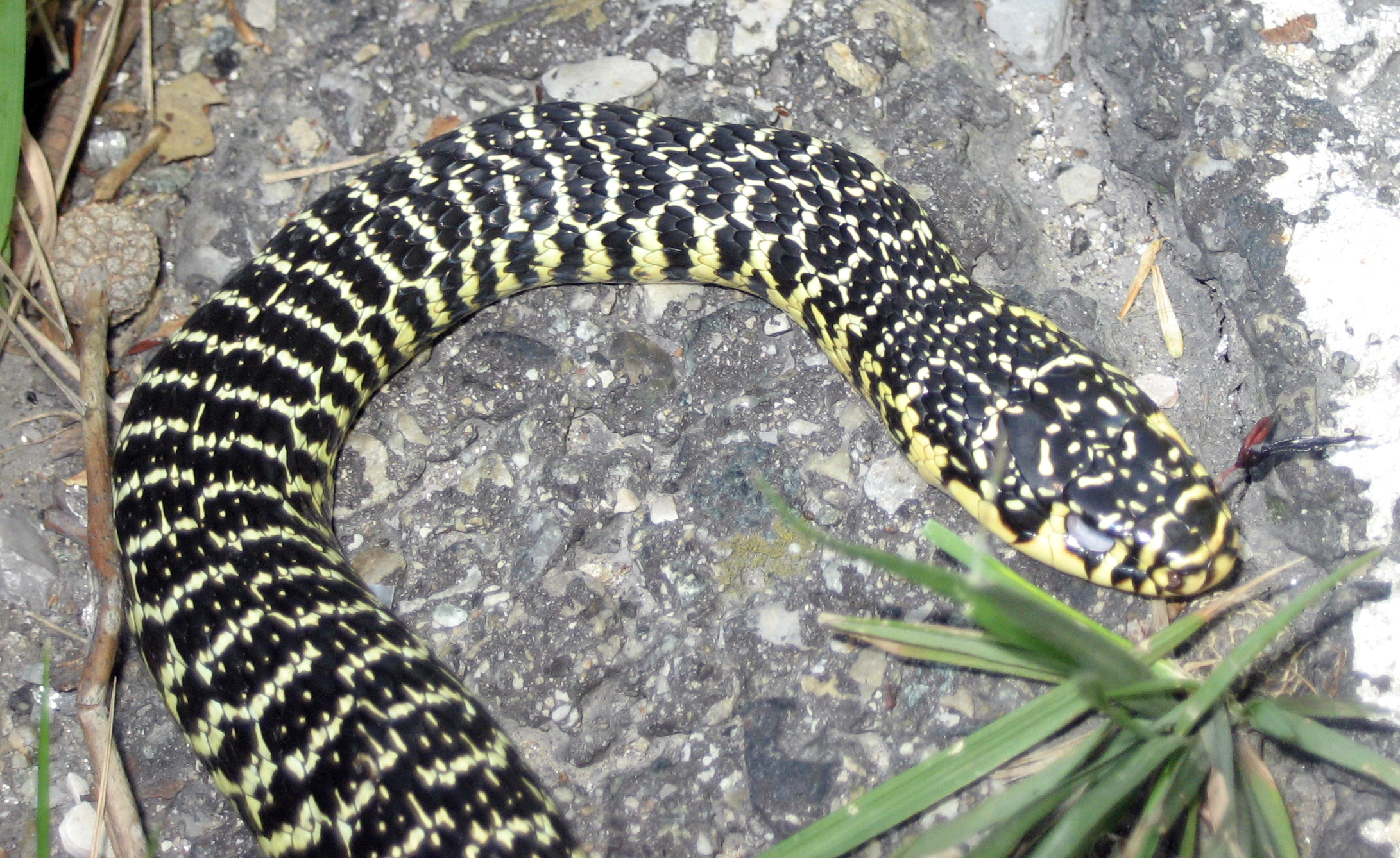
Black Western Whip Snake (Hierophis viridiflavus)

Skalisty krajobraz i różnorodne siedliska parku są domem dla kilku gatunków gadów, w tym 3 gatunków węży, z których żaden nie jest niebezpieczny dla człowieka. Najbardziej prawdopodobnym napotkanym w ciepły, słoneczny dzień jest Black Western Whip Snake (Hierophis viridiflavus).
Pozostałe dwa gatunki odnotowane na terenie parku to wąż koci (Telescopus fallax) i połoz lamparci (Zamenis situla). Inne gady lądowe występujące w il-Majjistral to gekon murowy (Tarentola mauritanica), gekon turecki (Hemidactylus turcicus), ostajnica nakrapiana (Chalcides ocellatus) i kameleon pospolity (Chamaeleo chamaeleon).
Żółw karetta (Caretta caretta), gad morski, z powodzeniem zagnieździł się w Ramla tal-Mixquqa (Golden Bay) w 2016 i 2020 roku.

#### Płazy

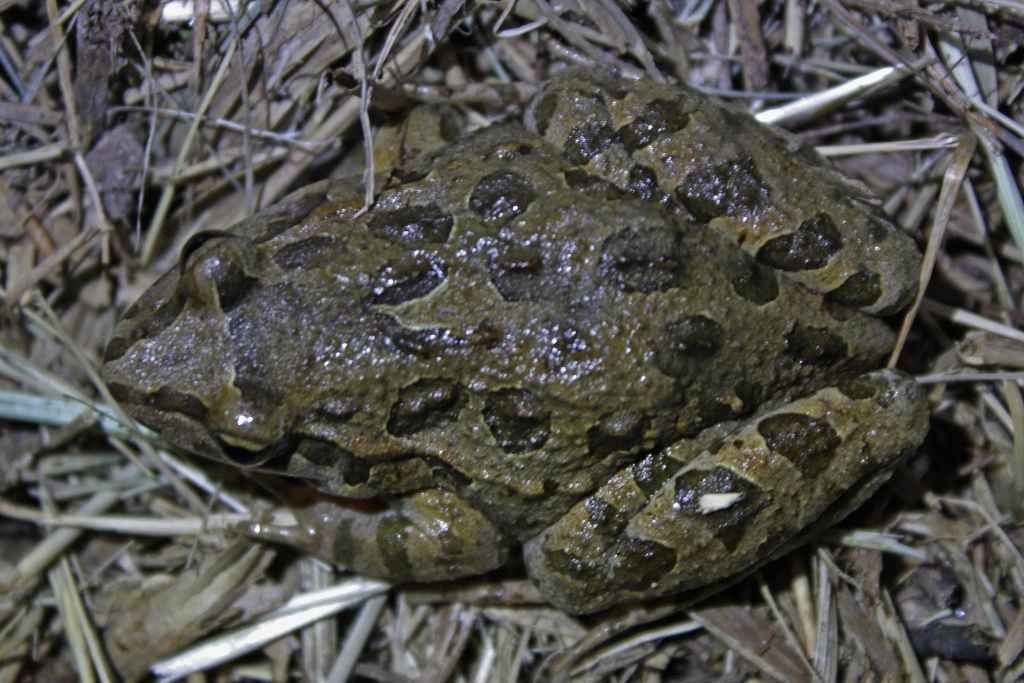
Ropuszka krągłojęzyczna (Discoglossus pictus)

Jedyny rodzimy płaz na Malcie, ropuszka krągłojęzyczna (Discoglossus pictus) również zadomowił się w il-Majjistral, zamieszkując wilgotne miejsca, takie jak strumienie czy tymczasowe baseny. Discoglossus pictus (malt. Żrinġ) jest jedynym rodzimym płazem na Malcie. Jest w większości w kolorze błotnistym musztardowo-brązowym, z ciemniejszymi plamami, które wyglądają jak plamy farby (stąd ich nazwa w języku angielskim "painted frog" - malowana żaba). Żyją na wilgotnych równinach, a zwłaszcza w podmokłych dolinach z sezonowymi strumieniami, ale także w małych wodnych zbiornikach rolniczych i wokół nich. Płaz ten podlega ochronie.

#### Owady i inne bezkręgowce

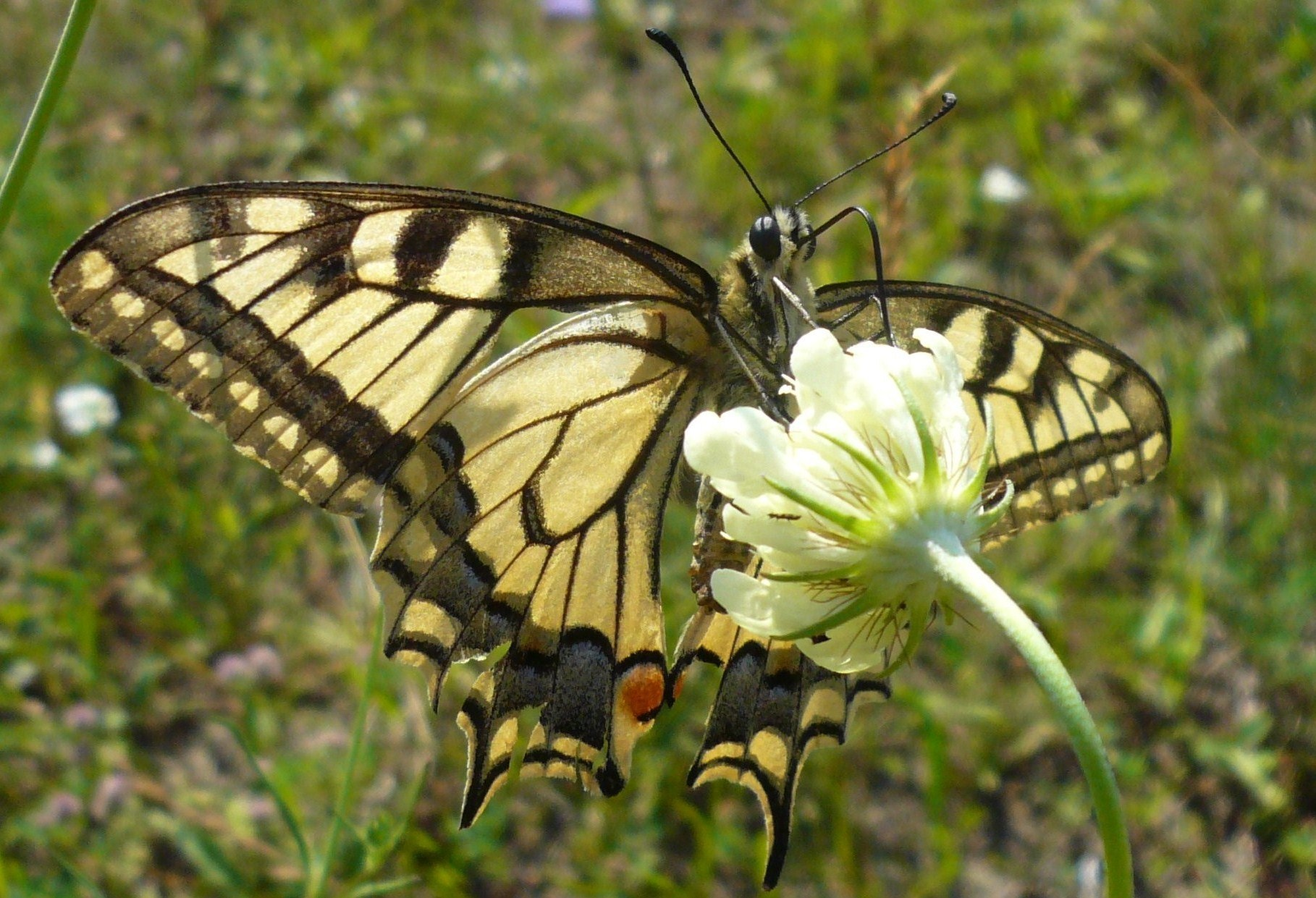
Paź królowej (Papilio machaon)

Stosunkowo duży obszar, jakim jest park il-Majjistral, stanowi siedlisko dla różnorodnych gatunków bezkręgowców, w tym owadów. Wśród najbardziej zauważalych są motyle. Regularnie występuje tu 9 gatunków, w tym paź królowej (Papilio machaon).
Fruczak gołąbek (Macroglossum stellatarum) jest jednym z kilku gatunków ćmy, które zostały tu odnotowane i jednym z najbardziej znanych, często widywanych w świetle dziennym, unoszących się przed kwiatami, aby wysysać nektar. Ważki, koniki polne, modliszki, cykady, osy, pszczoły, chrząszcze, pluskwy, pająki, krewetki słodkowodne i ślimaki to inne bezkręgowce, które można spotkać w parku.

## Dziedzictwo kulturowe w il-Majjistral

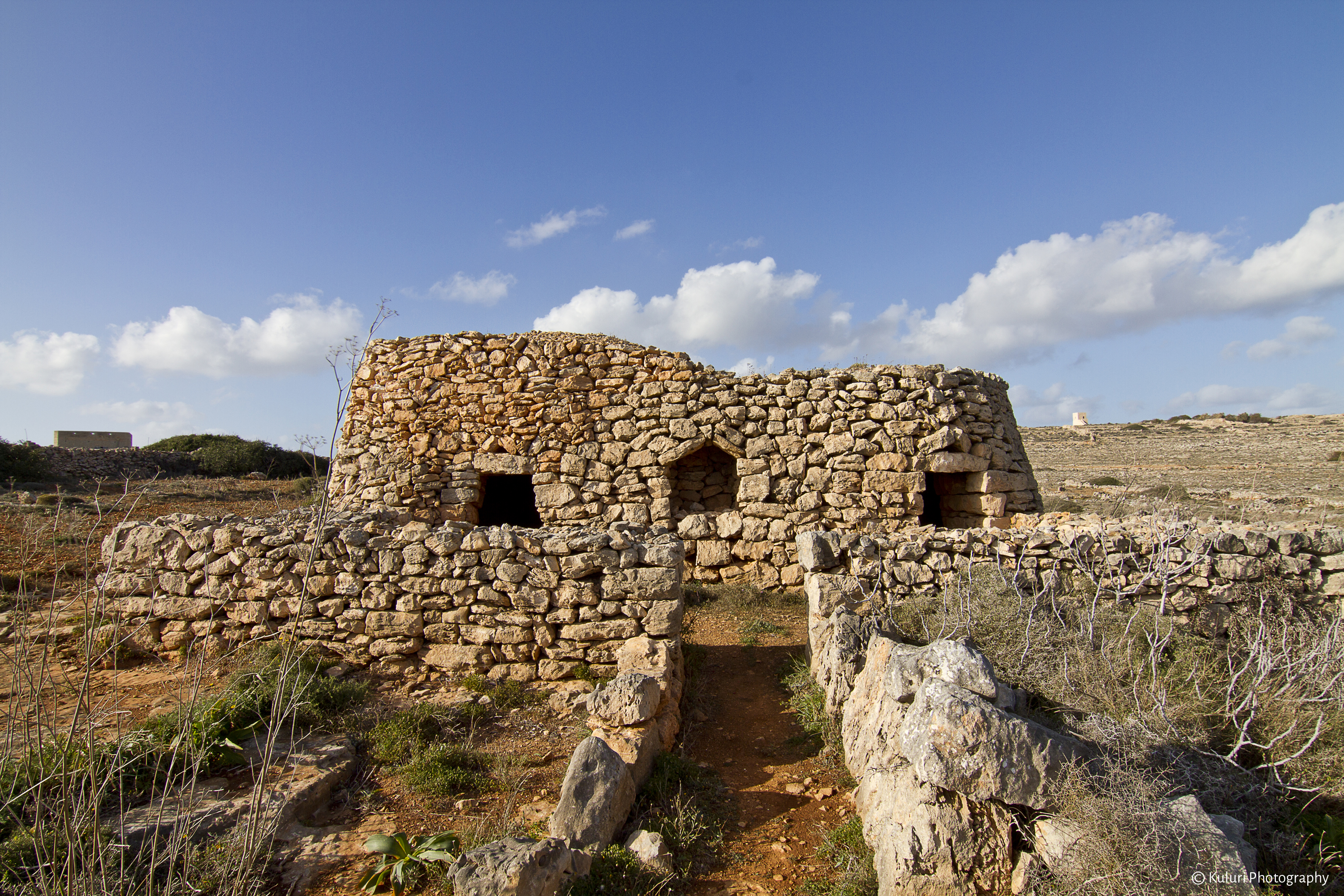
Kompleks giren w Il-Majjistral

W granicach parku znajdują się różne obiekty o znaczeniu kulturowym, które zasługują na ochronę. Należą do nich koleiny (ang. cart-ruts), długie mury z gruzu, domy wiejskie, małe ule, grobowce datowane na okres klasycystyczny oraz liczne murowane chaty z kamienia (giren). Po obu stronach doliny z widokiem na Golden Bay (Ir-Ramla tal-Mixquqa) znajdują się szańce zbudowane w ramach systemu obrony wybrzeża w okresie rycerzy św. Jana na początku XVIII wieku. Cechy kulturowe obszaru są ściśle związane z krajobrazem geograficznym, w którym się znajdują.
Dziedzictwo wiejskie, ludowe i militarne tego obszaru tworzy ważny krajobraz kulturowy, w którym działalność człowieka stara się jak najlepiej wykorzystać trudne warunki i ograniczone zasoby. Nowszego pochodzenia są bunkry/słupy strzelnicze z II wojny światowej i kamienne znaczniki brytyjskiej marynarki wojennej, które podkreślają znaczenie tego obszaru, szczególnie na początku XX wieku. 
Girna lub maltańska chata z kamiennymi wspornikami jest ważnym elementem lokalnego krajobrazu, który w dawnych czasach zapewniał schronienie rolnikom i pasterzom lub ich inwentarzowi. Niektóre są nadal dobrze zachowane i należy je traktować jako przedmiot wartości architektonicznej, kulturowej i etnicznej, przekazywanej z pokolenia na pokolenie.

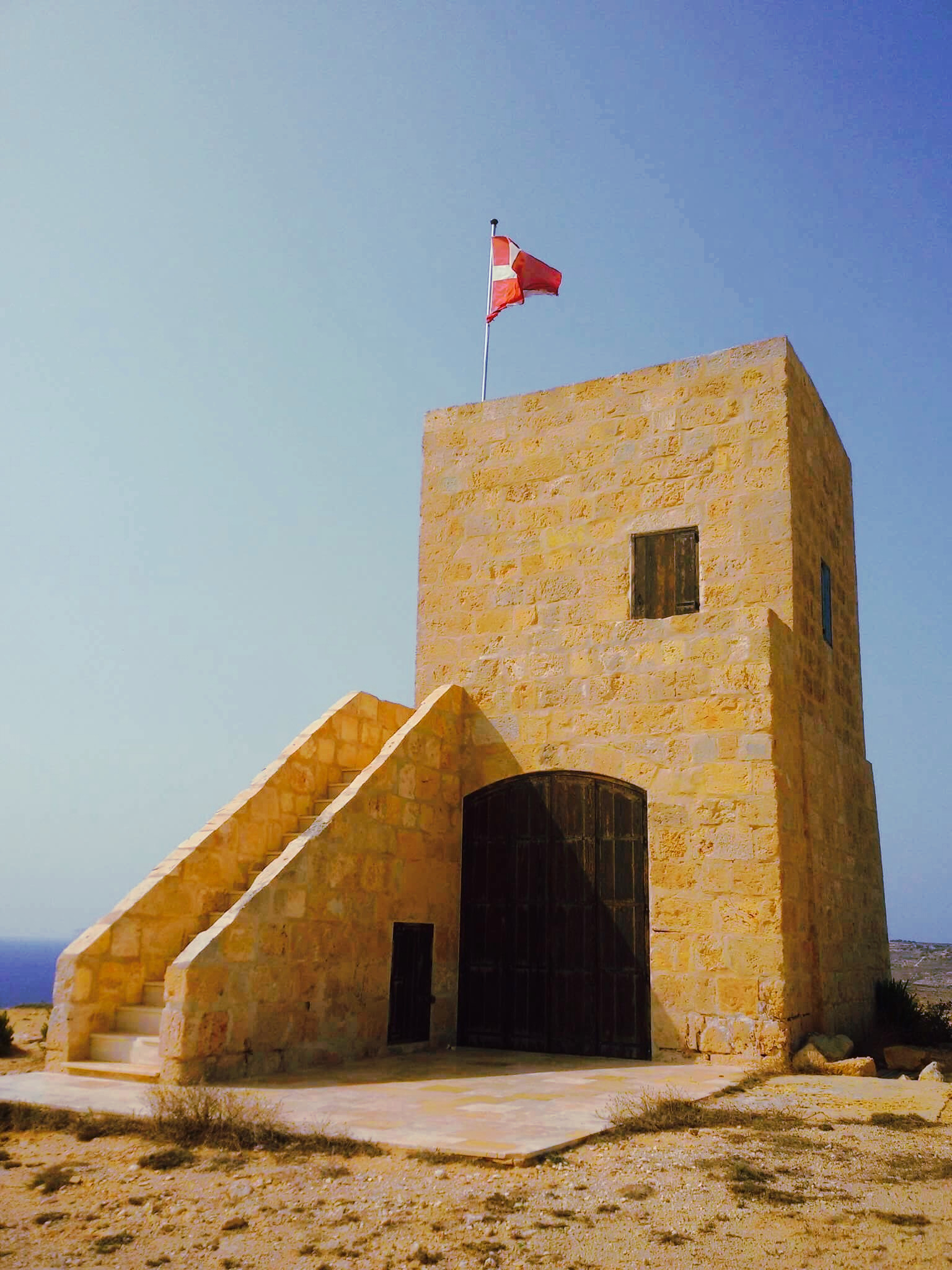
Wieża Għajn Żnuber

Wieża Għajn Żnuber (malt. Torri ta’ Għajn Żnuber), znana również jako wieża Ta’ Ciantar (malt. Torri ta’ Ciantar), to wiejska budowla w granicach Mellieħa na Malcie. Wybudowano ją prawdopodobnie w XIX wieku jako zagrodę lub zameczek myśliwski, a później pełniła funkcję posterunku antyprzemytniczego i nabrzeżneg punktu obserwacyjnego.
Budynek, po zawaleniu się jego części został odrestaurowany przez park Il-Majjistral w 2012 roku.